# ثيودور روزفلت الابن
ثيودور روزفلت الثالث (الإنجليزية: Theodore Roosevelt III؛ 13 سبتمبر 1887 – 12 يوليو 1944)، المعروف غالبًا باسم ثيودور الابن، كان ضابط عسكري وسياسي ورجل أعمال أمريكي. كان الابن الأكبر للرئيس ثيودور روزفلت والسيدة الأولى إديث روزفلت. يُعرف روزفلت بخدمته في الحرب العالمية الثانية بما في ذلك توجيه القوات في شاطئ يوتا خلال إنزالات نورماندي، وعليه حصل على ميدالية الشرف.
تلقّى روزفلت تعليمًا في أكاديميات خاصة وجامعة هارفارد؛بعد تخرجه من الكلية عام 1909، بدأ مهنة ناجحة في مجال الأعمال التجارية والخدمات المصرفية الاستثمارية. بعد اكتسابه خبرة في الجيش قبل الحرب العالمية الأولى خلال حضوره في مخيم تدريب عسكري للمواطنين، حصل على تفويض احتياطي كرائد في بداية الحرب. خدم بشكل رئيسي مع الفرقة الأولى، شارك في عدة معارك بما في ذلك معركة كانتيجني وقاد الكتيبة الأولى، فوج المشاة 26 كمقدم. بعد الحرب، كان روزفلت مسؤولاً عن تشكيل الفيلق الأمريكي.
بالإضافة إلى مسيرته العسكرية والتجارية، كان روزفلت نشطًا في السياسة والحكومة. شغل منصب مساعد وزير البحرية (1921–1924)، وحاكم بورتوريكو (1929–1932)، والحاكم العام للفلبين (1932–1933). استأنف مساعيه التجارية في الثلاثينيات، وكان رئيس مجلس الإدارة لشركة أمريكان إكسبريس، ونائب رئيس دابلداي بوكس. كما ظل روزفلت نشطًا كجندي احتياطي في الجيش، حيث كان يحضر فترات تدريب سنوية في معسكر باين، واكمل دورات ضابط المشاة الأساسية والمتقدمة، وكلية القيادة والأركان العامة، وتدريبات التحديث لكبار الضباط. عاد إلى الخدمة النشطة للحرب العالمية الثانية مع رتبة عقيد وأرسل إلى المشاة 26. في وقت قريب حصل على ترقية إلى عميد كمساعد قائد الفرقة في فرقة المشاة الأولى.
بعد الخدمة في عمليات الإنزال في عملية الشعلة في شمال أفريقيا وحملة تونس، ومتابعة المشاركة في غزو الحلفاء لصقلية، تم تعيين روزفلت كمساعد قائد الفرقة في فرقة المشاة الرابعة. في هذا الدور، قاد أول موجة من القوات إلى الشاطئ في شاطئ يوتا خلال إنزالات نورماندي في يونيو 1944. توفي في فرنسا من نوبة قلبية الشهر التالي في سن 56 عام. في وقت وفاته، كان قد تم ترشيحه لصليب الخدمة المتميزة لتعريف بطولته في نورماندي. تم تحديث الترشيح في وقت لاحق، وتم منحه ميدالية الشرف بعد وفاته.